# José Vega
José Alejandro Vega Antonio (Miraflores, 18 de noviembre de 1957) es un conciliador extrajudicial, sindicalista y político peruano. Es el secretario general del partido político Unión por el Perú, desde 2014 hasta su pérdida de inscripción en 2021. Fue congresista de la república durante los períodos 2020-2021 y 2006-2011.

## Biografía
José Vega nació en el distrito de Miraflores, ubicado en la ciudad de Lima en Perú, el 18 de noviembre de 1957.
Trabajó en el Banco Comercial de 1979 a 1984 y en el Banco Popular de 1985 a 1992. Se dedicó al ámbito sindical, siendo dirigente de la Federación de Empleados Bancarios del Perú (1984-1991), además de delegado de la Confederación General de Trabajadores del Perú (CGTP) (1985-1990).
Estudió en el Colegio de Abogados de Lima como conciliador extrajudicial.

## Carrera política
José Vega incursiona en el ámbito político cuando en el año 1994 se une a la fundación de Unión por el Perú, partido político liderado por Javier Pérez de Cuéllar para participar en las elecciones generales del año 1995.
En dicho partido, ocupó los cargos de secretario general en el distrito de San Juan de Lurigancho desde 1995 hasta 1998 y posteriormente para toda Lima Metropolitana hasta el año 2000, integrando el Comité Directivo Nacional de UPP. Entre los años 2001 y 2003 fue secretario general del Comité Departamental de Lima. Junto con el partido, apoyó la Marcha de los Cuatro Suyos encabezada por Alejandro Toledo contra el gobierno de Alberto Fujimori.
En el año 2004 es elegido secretario general nacional de UPP y reelegido para el período 2009-2012.
Postuló sin éxito como regidor del distrito de San Juan de Lurigancho en los año 1998 y 2002. Fue también candidato al Congreso de la República en las elecciones del año 2000.

### Congresista de la República
Durante su gestión como secretario general de Unión por el Perú, José Vega estableció una alianza con Ollanta Humala, militar y líder del Partido Nacionalista Peruano, para ser candidato presidencial en las elecciones presidenciales del año 2006.
Vega volvió a participar como candidato al Congreso de la República en las elecciones parlamentarias por la circunscripción de Lima Metropolitana y finalmente fue elegido congresista de la república, con 47 247 votos, para el periodo parlamentario 2006-2011. Tras culminar las elecciones, Vega anunció el fin de la alianza de Unión por el Perú con el Partido Nacionalista Peruano.
Como congresista, fue elegido como primer vicepresidente del Congreso bajo la presidencia de Mercedes Cabanillas para el lapso 2006-2007. Luego ejerció como miembro titular de la Comisión de Relaciones Exteriores del Congreso e integrante de diversas comisiones ordinarias congresales. Fue también vocero de la bancada de Unión por el Perú.
En 2010, José Vega decidió formar parte de la Alianza Solidaridad Nacional conformada por Luis Castañeda Lossio, alcalde de la ciudad de Lima que decidió postular a la presidencia para las elecciones generales del 2011. Vega postuló a la reelección como congresista, sin embargo, no tuvo éxito.
En las elecciones parlamentarias extraordinarias del 2020, volvió a postular al Congreso por Unión por el Perú en alianza con el Frente Patriótico liderado por Antauro Humala. Culminando los procesos, Vega resultó nuevamente elegido como congresista, con 33 251 votos, para el período periodo parlamentario 2020-2021.
Durante su labor parlamentaria, Vega se mostró a favor de la vacancia del presidente Martín Vizcarra durante los dos procesos que se dieron para ello, el segundo de los cuales terminó sacando al expresidente del poder. El congresista apoyó la moción siendo uno de los 105 parlamentarios que votó a favor de la vacancia del presidente Martín Vizcarra.